# El Amparo (película)
El Amparo es una película dramática dirigida por Rober Calzadilla. Coproducida entre Colombia y Venezuela, la cinta fue estrenada el 28 de noviembre de 2019 en las salas de cine colombianas y contó con las actuaciones de Giovanny García, Vicente Quintero, Samantha Castillo, Vicente Peña y Rossana Hernández. La trama se desarrolla en El Amparo, localidad venezolana a orillas del Río Arauca, en la frontera con Colombia. Calzadilla se basó en una historia real, ocurrida en 1988, en la que el ejército venezolano asesinó a varios pescadores, acusándolos de ser subversivos colombianos.
El Amparo ha logrado una gran cantidad de premios y reconocimientos, entre los que destacan mejor película y mejor guion en la Muestra Internacional de Cine de São Paulo, el premio del público en los festivales de Bogotá, Biarritz y Milán y el premio en la categoría de Mejor película en el Festival del Cine Venezolano y el de Marsella. La película también fue seleccionada como candidata venezolana al premio Goya a la mejor película iberoamericana.

## Sinopsis
El Amparo es una pequeña localidad de pescadores en la frontera entre Colombia y Venezuela, rodeada de las aguas del imponente río Arauca. El río surte a su población el sustento, y Chumbo Arias y Wolmer Pinilla no son ajenos a ello, pues basan su economía en la pesca. Sin embargo, un día son invitados a realizar un trabajo y de milagro sobreviven a un fuerte ataque a manos del ejército venezolano. Por ser los únicos sobrevivientes, son acusados de ser guerrilleros colombianos, hecho que convierte sus vidas en un infierno, pues al llegar a su pueblo tendrán que demostrar a toda costa su inocencia.

## Reparto
- Giovanny García
- Vicente Quintero
- Samantha Castillo
- Vicente Peña
- Rossana Hernández
- Aura Rivas
- Patrizia Fusco

## Estreno
El largometraje fue estrenado en la apertura del AFI Latin American Film Festival de 2016.